# اکس-۲۳
اکس-۲۳ (به انگلیسی: X-23) با نام اصلی لورا کینی، یک شخصیت خیالی ابرقهرمان در کتاب‌های کامیک آمریکایی منتشر شده توسط مارول کامیکس است، که اغلب با مجموعه مردان ایکس در ارتباط است. شخصیت لورا کینی توسط کریگ کال خلق شده است؛ که برای اولین بار در فصل سوم مجموعه تلویزیونی مردان-ایکس: فرگشت حضور پیدا کرد و سپس در شمارهٔ ۳ مجموعه کمیک ان‌وای‌ایکس در سال ۲۰۰۴ معرفی شد.
او دختر شبیه‌سازی شده ولورین است. او در واقع محصول برنامه مرکز تحقیقات ژنتیک پروژه اسلحه ایکس است، که از یک نمونه آسیب‌دیده دی‌ان‌ای ولورین شبیه‌سازی شده است. همانند ولورین، اکس-۲۳ نیز دارای توانایی زوددرمانی و قدرت، استقامت، سرعت، حواس پنجگانه و واکنش‌های ابرانسانی است. او همچنین دارای دو چنگال جمع شونده از جنس آدامانتیوم در دستان و یک عدد در پاها می‌باشد. این شخصیت در سال ۲۰۱۵ موفق به اخذ نام و لباس مخصوص «ولورین» در مجموعهٔ آل-نیو ولورین شد.
لورا کینی به عنوان یکی از سرشناس‌ترین و قدرتمندترین قهرمانان زن مارول توصیف شده است. علاوه بر کمیک، این شخصیت در رسانه‌های مختلفی از جمله فیلم‌های پویانمایی، مجموعه‌های تلویزیونی و بازی‌های ویدئویی حضور داشته است. دافنه کین به ایفای نقش این شخصیت در فیلم‌های لوگن (۲۰۱۷) و ددپول و ولورین (۲۰۲۴) از دنیای سینمایی مارول پرداخته است. این اولین حضور رسمی این شخصیت در یک فیلم سینمایی محسوب می‌شود.

## زندگینامه ساختگی شخصیت

### خاستگاه
سازمانی مخفی که تنها با نام فسیلیتی شناخته می‌شد، در تلاش بود تا پروژه وپن اکس را از نو خلق کند. پروژه‌ای محرمانه که وظیفهٔ تکرار آزمایش اولیه وپن اکس را داشت، یعنی پیوند فلز آدامانتیوم به ساختار استخوان‌بندی ولورین. اما با تمام تلاش‌هایی که انجام می‌گرفت، پروژه با شکست مواجه می‌شد، بدین سبب آن‌ها اقدام به استخدام نسل‌شناس نامدار دکتر سارا کینی نمودند، که ادعا می‌کرد هر آنچه آن‌ها در زمینهٔ شبیه‌سازی نیاز دارند را می‌تواند در اختیارشان قرار دهد. با این حال تمام تلاش‌های کینی نیز نتیجه‌ای در برنداشت، از آنجا که تنها نمونه ژنوم ولورین به شدت آسیب دیده بود، و خلق یک شبیه‌سازی خالص را به مانند رؤیایی دست نیافتنی تبدیل کرده بود. دکتر کینی قادر به نجات کروموزوم Y نبود، پس تصمیم به تکثیر کروموزوم ایکس، و ایجاد دوقلوی ژنتیکی مؤنث نمود. اما درخواست او توسط فسیلیتی رد شد و آن‌ها بیان داشتند تغییر جنسیت پروژه وپن اکس ممکن است تمام توانایی‌های خود سلاح را تغییر دهد.
اما دکتر کینی از این دستور سرپیچی کرد و به کار خود ادامه داد و بالاخره در بیست و سومین تلاشش موفق به خلق نمونه‌ای مناسب و زیست پذیر برای ترکیب با یک رویان شد. در حالی که کارفرمایان او بسیار خشمگین شدند، دکتر کینی آن‌ها را در موقعیت دشواری قرار داد و در نهایت با اکراه کار او را تصدیق کردند. اگرچه دکتر زندر رایس، که از ولورین برای کشتن پدرش در وپن اکس متنفر بود، سارا را مجبور کرد تا نقش مادر جایگزین را برای این نمونه ایفا کند. به مدت نه ماه بر تمامی حرکات دکتر کینی نظارت می‌شد، تا اینکه در نهایت اکس-۲۳ متولد شد. در سن هفت سالگی، اکس-۲۳ در زمینه هنرهای رزمی آموزش دید و به منظور از بین بردن احساسات و حتی انسانیت از او مورد سوء استفاده قرار گرفت. به سارا دستور داده شده بود تا با او به مانند یک کودک رفتار نکند، هرچند او به‌طور مخفیانه برای اکس-۲۳ داستان پینوکیو را می‌خواند. به منظور فعالسازی قدرت‌های جهش‌یافته در اکس-۲۳، دکتر رایس پیشنهاد استفاده از اشعه را مطرح کرد. دکتر رایس بدون بیهوشی چنگال‌های او را از بدنش بیرون کشید و آن‌ها را با فلز آدامانتیوم پوشاند و دوباره در دست‌ها و پاهای او قرار داد. عملیات با موفقیت انجام گرفت، اما نزدیک بود اکس-۲۳ را از بین ببرد. مهارت‌های اکس-۲۳ به بالاترین پیشنهاد به فروش می‌رسید و او در سن ۱۱ سالگی یکی از جوان‌ترین آدمکش‌های جهان به‌شمار می‌رفت که دستور کشتن هر کسی را در ازای بهایش قبول می‌کرد.
در طول یکی از مأموریت‌ها دکتر رایس نیز با اکس-۲۳ همراه شد، اما تنها به منظور ترک او برای مردن، هرچند او توانست جان سالم به در ببرد. چند وقت بعد، خواهرزاده دکتر کینی، با نام مگان توسط یک آدم‌کشی زنجیره‌ای ربوده شد. دکتر کینی به‌طور مخفیانه اکس-۲۳ را از فسیلیتی خارج نمود تا به او در نجات خواهرزاده‌اش کمک کند. اکس-۲۳ مخفیگاه آدم‌ربا را ردیابی کرد و با کشتن او توانست مگان را آزاد کند. کارفرمایان دکتر کینی به شدت از این کارش به خشم آمدند و او را از سمت خود بر کنار کردند. دکتر رایس که قصد بدست گرفتن کنترل فسیلیتی را داشت، اکس-۲۳ را مجبور به قتل یکی از کارفرمایان به نام مارتین ساتر و اعضای خانواده‌اش کرد. اکس-۲۳ ساتر و همسرش را به قتل رساند، اما از کشتن پسرشان هنری چشم‌پوشی کرد. پس از مرگ ساتر، زمانی که دکتر کینی به دیدن اکس-۲۳ رفت، او عکس ساتر و خانواده‌اش را به سارا نشان داد و او از نقشه شوم دکتر رایس مطلع شد. سارا سپس تصمیم به آزاد نمودن اکس-۲۳ می‌گیرد، اما قبل از اینکه این کار را انجام دهد، رایس محفظه‌ای حاوی نمونه آزمایش اکس-۲۴ را از طریق اکس-۵۰ به او نشان داد. بدین سبب سارا نامه‌ای را به دخترش داد و به عنوان آخرین مأموریت به او دستور از بین بردن نمونه شبیه‌سازی، دکتر رایس و فسیلیتی را داد. اکس-۲۳ موفق به انجام این کار شد و با مادرش ملاقات کرد. با این حال رایس قبل از مرگش اکس-۲۳ را به جنونی دچار کرد و باعث شد مادرش را به قتل برساند. هنگامی که سارا در حال مرگ بر روی زمین دراز کشیده بود، نام لورا را برای اکس-۲۳ انتخاب کرد و به او گفت مادر واقعی‌اش است، و دیگر اینکه او را بسیار دوست دارد و به او عکسی از چارلز اگزاویه، ولورین و مدرسهٔ جهش یافته‌های اگزاویه داد. لورا در کنار مادرش دراز کشید و به او التماس کرد که ترکش نکند.

## توانایی‌ها و قدرت‌ها
به عنوان نسخهٔ شبیه‌سازی شده ولورین، اکس-۲۳ بسیاری از توانایی‌های جهش‌یافته او را در سطحی قابل رقابت با او دارا می‌باشد. همانند ولورین اصلی‌ترین قابلیت جهش‌یافته اکس-۲۳ عامل زوددرمانی است که به او اجازه بازسازی ساختار سلولی و بافت‌های آسیب دیده را با سرعتی ابرانسانی و به مراتب بیشتر از یک انسان معمولی می‌دهد و همچنین در گذشته قادر به رشد مجدد اندام بدن خود بود، به‌طور مثال او پس از اینکه دست خود را برای رهایی از محدودیت‌های قرار داده شده توسط کیمورا قطع کرده بود، در عرض چند ثانیه بر سر جایش چسباند. صدماتی حاصل از زخم گلوله، بریدگی و سوختگی به‌طور کامل در کسری از ثانیه بهبود می‌یابند. با وجود وسعت توانایی زوددرمانی خود، اکس-۲۳ نامیرا نیست و صدماتی که باعث از بین رفتن اندام‌های حیاتی، از دست دادن خون فراوان، یا از بین رفتن شکل فیزیکی می‌شوند برای او مرگبار هستند. اثرات قابلیت زوددرمانی همچنین دستگاه ایمنی بدن او را گسترش داده است و او را در برابر عوامل بیماری‌زا، عفونت، سموم، مواد شیمیایی و ضعف عضلانی بر اثر اسید لاکتیک تولید شده پس از فعالیت بدن ایمن نموده است. زوددرمانی همچنین باعث کاهش روند پیری و طول عمر او می‌شود.
اکس-۲۳ دارای حواس پنجگانه ابرانسانی است که قابل قیاس با دسته‌ای خاص از حیوانات است. او قادر به دیدن فواصل بسیار دور، همراه با وضوح کامل نسبت به یک انسان معمولی است. او این سطح از بینایی خود را حتی در تاریکی مطلق حفظ کرده و قادر به دیدن است. حس شنوایی او نیز به شکلی مشابه افزایش یافته است و او قادر به شنیدن صداهایی است که انسان معمولی قادر به شنیدن آن نیستند. اکس-۲۳ از حس بویایی بسیار پیشرفته خود برای ردیابی هدف‌ها با درجه موفقیتی بسیار بالا در این زمینه استفاده می‌کند، حتی اگر این رایحه توسط عوامل طبیعی همچون آب و هوا تضعیف شده باشد.
همانند ولورین، ساختار استخوان‌بندی اکس-۲۳ شامل پنجه‌های جمع شونده است، اما بر خلاف ولورین دارای دو پنجه در هر یک از دست‌ها، و یک پنچه در هر پا است که در زمان دلخواه قادر به گسترش یا جمع کردن آن‌ها است. این پنجه‌ها در زیر پوست و عضلات او قرار دارد و در نتیجه بیرون آوردن آن‌ها، بافت‌های بین دست و پای او از هم گسسته شده و با خونریزی همراه است، اما به کمک توانایی زوددرمانی این خونریزی سریعاً متوقف می‌شود. این پنجه‌ها در حالت عادی بسیار تیز و مقاومتر از استخوان یک انسان معمولی می‌باشند و اکس-۲۳ توسط آن‌ها قادر به بریدن بیشتر انواع فلزات، چوب و سنگ است. از آنجایی که این پنجه‌ها با آلیاژ آسیب‌ناپذیر خیالی آدامانتیوم ترکیب شده است، او قادر به برش تقریباً هر ماده‌ای است.
اکس-۲۳ که از ابتدا در اسارت زاده و بزرگ شده است، برای تبدیل شدن به یک سلاح زنده آموزش دیده است. او مهارت بالایی در استفاده از سلاح‌های دوربرد، مواد منفجره، رزمی‌کاری حرفه‌ای و استاد اشکال مختلفی از هنرهای رزمی و شیوه‌های آدمکشی، ورزشکاری در سطح المپیک، ژیمناست و آکروباتی زبردست، و به شکلی ابرانسانی چالاک است. حس مشام تقویت شده، لورا را به ردیابی بسیار خطرناک برای قربانی‌هایش تبدیل کرده است که می‌تواند بسیاری از رایحه‌های مختلف را به خاطر بسپارد. لورا همچنین دارای ضریب هوشی بالا و تحصیلات عالی است و توانایی چندزبانگی دارد و مسلط به زبان‌های انگلیسی، فرانسوی، ژاپنی و عربی است. او دارای دانش زیادی در زمینهٔ کالبدشناسی بدن و چگونگی شکنجه کردن دارد.